# Alexander Burgener
Alexander Burgener (ur. 10 stycznia 1845 w Saas-Fee w Valais, zm. 8 lipca 1910 na Jungfrau w Alpach Berneńskich) – szwajcarski przewodnik górski, autor ok. 40 pierwszych wejść w Alpach.

## Życiorys
Już w młodości Alexander Burgener wyrobił sobie dobrą górska reputację jako myśliwy, polujący na kozice. W 1868 spotkał o pięć lat młodszego początkującego alpinistę Clintona T. Denta. Obaj mężczyźni przypadli sobie do gustu i szybko nakreślili plany stojących przed nimi wielkich alpejskich przedsięwzięć. W następnych latach Burgener dokonał (z Dentem i innymi klientami) szeregu wspinaczek, które po zdobyciu wielkich szczytów Alp w latach 1855–1877 zapoczątkowały erę zdobywania trudnych szczytów drugorzędnych oraz pokonywania nowych dróg na wierzchołki już zdobyte. By osiągnąć wierzchołek Grand Dru, potrzebował nie mniej niż osiemnastu prób między 1873 a 1878. W 1881 jego wejście na Aiguille du Grépon ustanowiło punkt zwrotny w przejściu od alpinizmu eksploracyjnego do nowoczesnej wspinaczki sportowej.
Był przewodnikiem i nauczycielem alpinizmu. M.in. od 1871 z jego usług jako przewodnika korzystał słynny później alpinista i himalaista Albert F. Mummery, a później Eleonore Noll-Hasenclever, z którą Burgener wszedł na 21 czterotysięczników. Zanim to się stało, każdego lata w Alpach Szwajcarskich i regionie Montblanc uczył Eleonore podstaw alpinizmu. 
Burgener był znany z wiary w istnienie duchów. Jednocześnie jednak, wbrew powszechnemu wówczas przekonaniu, uważał, że kobiety również mogą się wspinać. M.in. przekonał on Mary Mummery, żonę Alberta F. Mummery'ego, do wzięcia udziału w pierwszym przejściu Diabelskiej Grani na Täschhornie.
Zginął w lawinie w 1910 w pobliżu schroniska Bergli w Alpach Berneńskich.
Wykaz ważniejszych pierwszych wejść:
- Lenzspitze, sierpień 1870, z Clintonem Th. Dentem i Franzem Burgenerem;
- Zinalrothorn granią południowo-wschodnią, 5 września 1872 r., z Clintonem Th. Dentem i Ferdinandem Imsengiem;
- Grand Dru, 12 września 1878 r., z Clintonem Th. Dentem, Jamesem W. Hartleyem i Kasparem Maurerem;
- Matterhorn granią Zmutt, 3 września 1879 r., z Albertem F. Mummerym, J. Petrusem i A. Gentinettą;
- Dürrenhorn, 7 września 1879 r., z Albertem F. Mummerym, Williamem Penhallem i Ferdinandem Imsengiem;
- Trawersowanie Col du Lion z Zermatt do Breuil-Cervinia, 6 lipca 1880 r., z Albertem F. Mummerym;
- Aiguille des Grands Charmoz ścianą południowo-zachodnią i granią północno-zachodnią, 15 lipca 1880 r., z Albertem F. Mummerym i Benediktem Venetzem (nie dochodząc do wierzchołka, zawrócili z punktu 3 435 m n.p.m.);
- Aiguille Verte ścianą Charpoua, kuluarem „Y”, 30 lipca 1881, z Albertem F. Mummerym;
- Aiguille du Grépon granią północną (obecnie klasyczna droga wejściowa), 5 sierpnia 1881 r., z Albertem F. Mummerym i Benediktem Venetzem;
- Mont Maudit granią Küffnera, 4 lipca 1887 r., z Moritzem von Küffnerem i Josephem Furrerem;
- Täschhorn Diabelską Granią (Teufelsgrat), 16 lipca 1887 r., z Mary i Albertem F. Mummerym oraz Franzem Andermattenem.